# Нуклеотиди

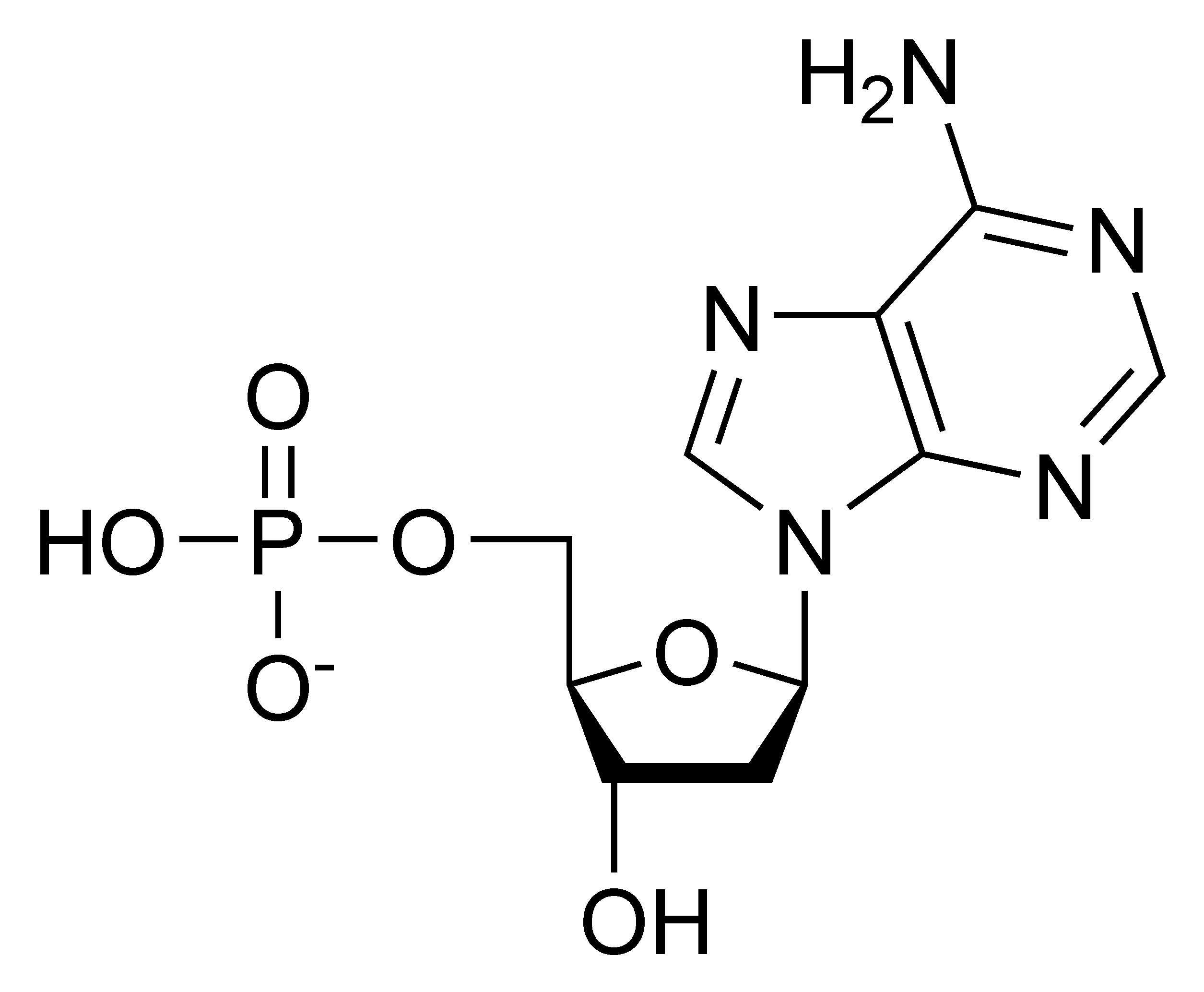
Структура дезокси нуклеотиду аденіну, дезокси-аденозин-монофосфату.

Нуклеоти́ди — фосфорні естери (або складні ефіри) нуклеозидів, де залишок фосфорної кислоти зв'язаний з рибозним (чи дезоксирибозним) залишком у положеннях С-3 чи С-5. Синонім — нуклеозидфосфати.
Нуклеотиди є складовими частинами нуклеїнових кислот і багатьох коферментів. Вільні нуклеотиди, зокрема АТФ, цАМФ, АДФ, грають важливу роль в енергетичних і інформаційних внутрішньоклітинних процесах.
Нуклеотиди — це мономери нуклеїнових кислот. Нуклеїнові кислоти в еукаріотичних клітинах знаходяться в ядрі у вигляді ДНК та РНК, в цитоплазмі у вигляді РНК та в мітохондріях та хлоропласті, як відповідно мітохондріальна ДНК та ДНК хлоропласту. Вони є у всіх живих організмів (у тих, у кого немає ядра, нуклеїнові кислоти все одно є — вони перебувають у центрі клітини у бактерій і утворюють нуклеоїд.
Нуклеотид побудований з цукру-пентози, азотистої основи (пуринової або піримідинової) і залишку фосфатної кислоти. Сполуки пентози й азотистої основи називаються нуклеозидами.
Цукор, що входить до складу нуклеотиду, містить п'ять вуглецевих атомів, тобто являє собою пентозу. Залежно від виду пентози, присутньої в нуклеотиді, розрізняють два типи нуклеїнових кислот — рибонуклеїнової (РНК), які містять рибозу, і дезоксирибонуклеїнової (ДНК), що містять дезоксирибозу.
Β обох типах нуклеїнових кислот містяться основи чотирьох різних видів: два з них належать до класу пуринів і два — до класу піримідинів. Основний характер цим з'єднанням надає включений в кільце азот. До числа пуринів належать аденін (А) і гуанін (Г), а до числа піримідинів — цитозин (Ц) і тимін (Т) або урацил (У) (відповідно в ДНК або РНК)..